# Pericoma crenophila
Pericoma crenophila är en tvåvingeart som beskrevs av Wagner och Schrankel 2005. Pericoma crenophila ingår i släktet Pericoma och familjen fjärilsmyggor.
Artens utbredningsområde är Tyskland. Inga underarter finns listade i Catalogue of Life.